# Titus Avidius Quietus
Titus Avidius Quietus est un sénateur romain du Ier siècle, consul suffect en 93 sous Domitien et gouverneur de Bretagne entre 97 et 100 sous Trajan.

## Famille
Il est de Faventia, en Émilie.

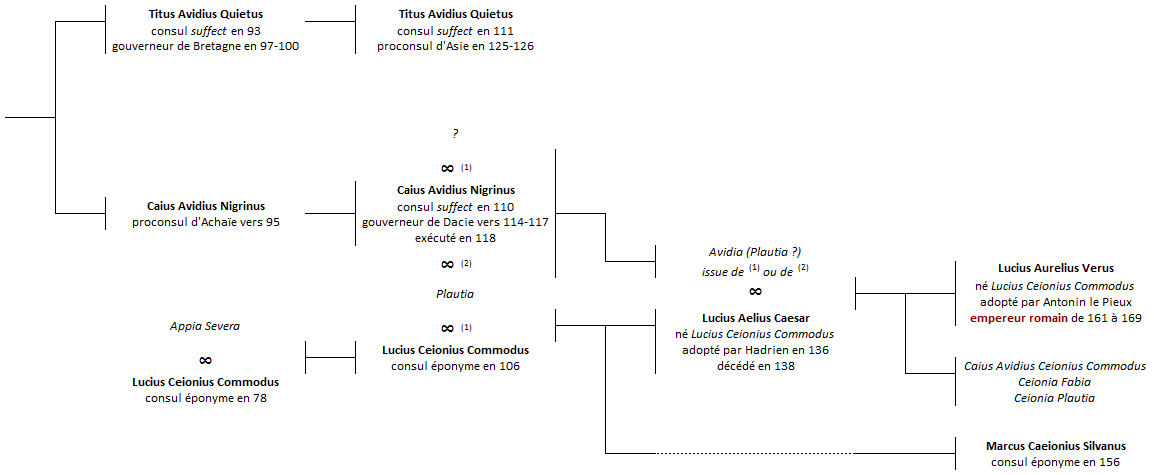
Les Avidii et les Ceionii de l'époque des Flaviens et des Antonins. Arbre non exhaustif.

Il a un fils, nommé aussi Titus Avidius Quietus, consul suffect en 111 et proconsul d'Asie en 125-126,.
Son frère, Caius Avidius Nigrinus, est proconsul d'Achaïe sous Domitien, peut-être en 95.
Son neveu est Caius Avidius Nigrinus, consul suffect en 110 et proche de Trajan, mis à mort au début du règne d'Hadrien en 118. Celui-ci est en outre le grand-père du futur empereur Lucius Verus,.
Avidius Quietus possède probablement une villa sur le Quirinal,,.

## Relations
Il est lié avec Publius Clodius Thrasea Paetus, sénateur, philosophe stoïcien et opposant de Néron,,. Thrasea est persécuté par l'empereur, et il se suicide à la suite de sa condamnation à mort,. Le gendre de ce dernier, Helvidius Priscus, est aussi sénateur et stoïcien, et grand opposant de l'empereur Vespasien, qui le bannit puis le fait exécuter,.

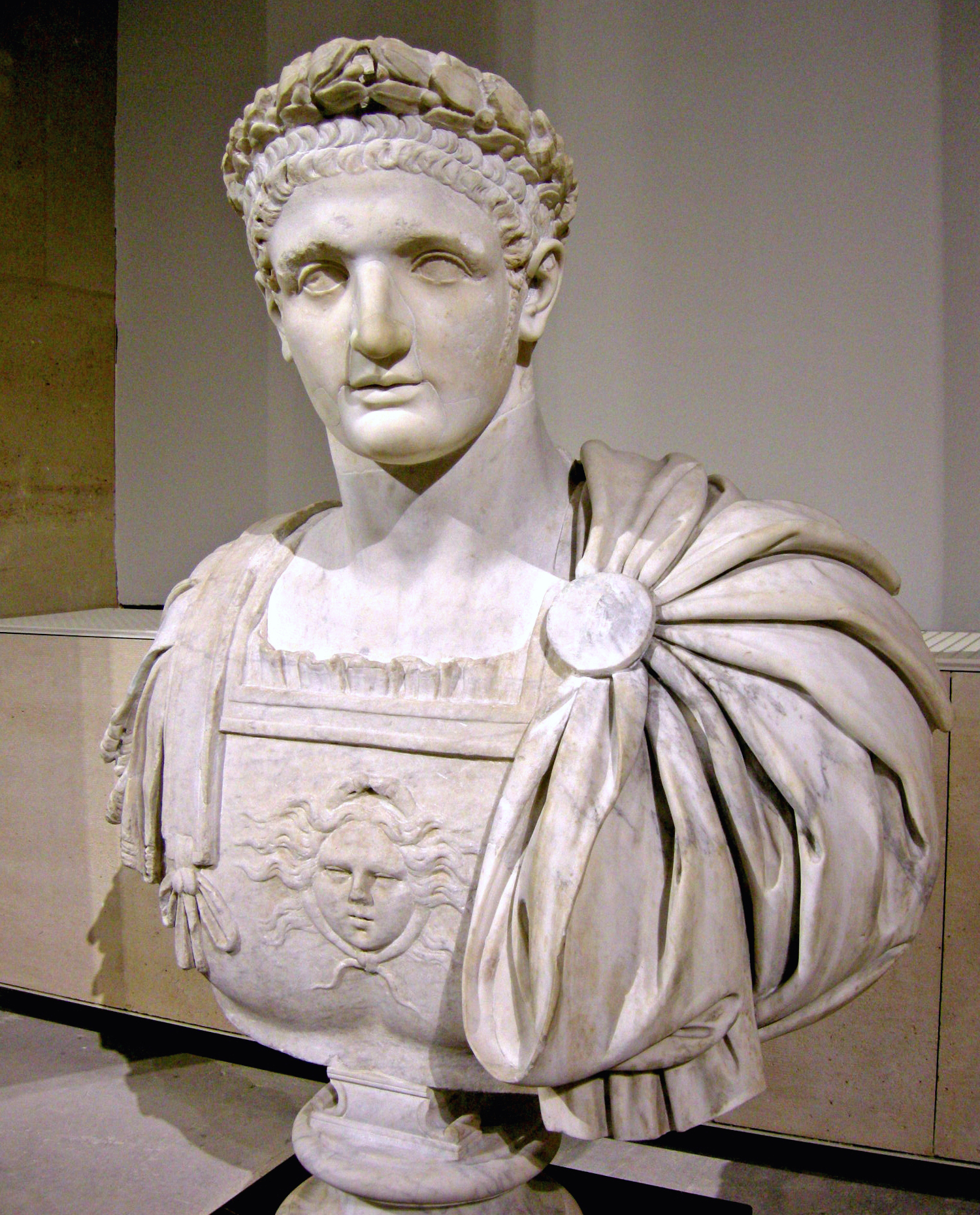
L'empereur Domitien (81 à 96).

Avidius Quietus a aussi des liens d'amitié avec Pline le Jeune,,, et soutient ce dernier lorsqu'en l’an 97, Pline poursuit en justice plusieurs délateurs et opposants aux stoïciens après l'assassinat de Domitien. La majorité des consulaires et des sénateurs s'y opposent, mais Avidius demande qu'on entende au moins les plaintes des victimes, notamment la veuve et la fille de Thrasea, qui est aussi la veuve de Helvidius Priscus,,.
Plutarque fait aussi partie de ses proches, lui faisant plusieurs fois référence, et a consacré, à son frère et lui, une de ses œuvres de morale, De l'amitié fraternelle : « Ainsi je veux moi-même, mon cher Nigrinus et mon cher Quietus, vous offrir cet écrit composé sur l'amitié fraternelle ».

## Biographie
Malgré ses relations avec le milieu stoïcien à Rome, qui est persécuté par les empereurs romains, Avidius Quietus entre au Sénat sous Domitien,. Il est probablement gouverneur de Thrace (legatus augusti pro praetore) en 82 et ensuite consul suffect en 93,,.
Sous Trajan, il est gouverneur de Bretagne (legatus augusti pro praetore) entre 97 et 100,,. Lucius Neratius Marcellus lui succède.
Il meurt peut-être en l'an 107.